# Мишел Лозанић
Мишел Лозанић (Зрењанин, 11. септембар 1990) је српски професионални фитнес такмичар у спорт-физик категорији, фитнес модел и персонални тренер. Освајач је две светске титуле, у Верони, под окриљем WABBA федерације, и у Риму, са шампионата који је организовала IBFA федерација (обе у 2016 години). Исте године освојио је и европско злато у Будимпешти под окриљем (тада) матичне WBPF федерације (у којој је такође освојио и два везана сребра на светским шампионатима у Мумбају 2014. и Бангкоку 2015. године). Освајач је и сребрне медаље са престижног такмичења "Мистер униврерзум" одржаног под NAC федерацијом у Хамбургу 2016. године али и многих других медаља са бројних домаћих и међународних такмичења. Од 2017. године такмичи се под ИФББ федерацијом.

## Биографија
Лозанић је рођен 1990. године у Зрењанину, Србија. Одрастао је у малом војвођанском селу Војвода Степа где је завршио основну школу. Средњу техничку школу завршио је у Кикинди а факултет за екологију и заштиту животне средине у Београду.
Пре него што се у потпуности посветио фитнесу, Мишел се опробао у разним спортовима као што су карате, кросфит, бодибилдинг, маратон али и у многим тимским спортовима.
2015. године основао је фитнес и бодибилдинг клуб "Војвода Степа" у истоименом месту.

## Професионална каријера
Његова професионална каријера у фитнесу започиње пред крај 2014. године. На фитнес сцену први пут је закорачио 2. новембра 2014. године, у Новом Саду, на отвореном првенству Србије, у организацији WBPF федерације. То је био његов први наступ и прва освојена титула у овом спорту. Недељу дана касније отишао је и на своје прво међународно такмичење. У Бечу, 8. новембра 2014. године, на WBPF отвореном првенству Аустрије, Мишел је заузео треће место што је била генерална проба пред WBPF светски шампионат у Индији.
Његов велики деби уследио је у Мумбају на шестом WBPF светском првенству (5-10. децембар 2014). Тамо је заузео друго место што је представљало резултат раван чуду за момка који је свој први наступ забележио тек месец дана раније. Ово је био кључни моменат да прекине експериментисање и своју каријеру у потпуности усмери ка такмичарском фитнесу.
У 2015. години Мишел је наступио на истим такмичењима као и у својој дебитантској сезони. Одбранио је титулу на отвореном првенству Србије и потврдио сребро са светског првенства. Искорак је направљен у Аустрији где је освојио своју прву међународну титулу. Све три медаље освојене су у WBPF федерацији. Пропустио је већи део такмичарске сезоне, укључујући и европско првенство у Холандији како би се што боље припремио за седмо WBPF светско првенство и напао титулу. Као и у Индији годину раније, и у Бангкоку му је фалио један корак до златне медаље.
У наредној сезони Мишел се одлучује за промену тактике. Током 2016. године учествовао је на осам тамичења и освојио медаљу на сваком од њих (укупно шест златних и две сребрне медаље). Такмичио се на турнирима организованим од стране четири различите федерација (WABBA, IBFA, NAC и WBPF). Те године освојио је два светска наслова (WABBA, IBFA) а сезону је крунисао сребрном медаљом на престижном "Мистер универзуму" у Хамбургу (NAC). Због физичке исцрпљености пропустио је осмо WBPF светско првенство у Патаји, где је био заштитно лице и спортски амбасадор. Паузу између две полусезоне провео је на припремама у Дубаију где је такође радио и као персонални тренер. Из административних разлога, његове три последње медаље у 2016. години, званично су освојене под заставом Мађарске пошто се такмичио као члан мађарског националног бодибилдинг и фитнес тима.
Лозанић је брзо стекао популарност у спортским круговима у Србији, највише захваљујући бројним успесима које је остварио за кратко време. Појављивао се у бројним телевизијским гостовањима а његовим успесима посвећени су бројни чланци у домаћој штампи и на интернет порталима.
Од 2017. године, такмичи се под ИФББ федерацијом.

## Историја резултата
2014:
- WBPF Отворено првенство Србије, Нови Сад, Србија -  Шампион
- WBPF Отворено првенство Аустрије, Беч, Аустрија –  Бронза
- WBPF Светско првенство, Мумбај, Индија -  Сребро[1]

2015:
- WBPF Отворено првенство Србије, Ниш, Србија -  Шампион
- WBPF Отворено првенство Аустрије, Беч, Аустрија –  Шампион
- WBPF Светско првенство, Бангкок, Тајланд -  Сребро

2016:
- WBPF Отворено првенство Аустрије, Беч, Аустрија –  Шампион[2]
- WBPF Европско првенство, Будимпешта, Мађарска -  Шампион[3]
- "Mom Beach Games", Будимпешта, Мађарска -  Шампион
- "Scitec Nutrition Superbody", Будимпешта, Мађарска -  Сребро[4]
- WBPF Отворено првенство Србије, Нови Сад, Србија -  Шампион
- WABBA Светско првенство, Верона, Италија -  Шампион
- IBFA Светско првенство, Рим, Италија -  Шампион[5]
- NAC Мистер Универзум, Хамбург, Немачка -  Сребро[6]

2017:
- IFBB Арнолд Класик, Барселона, Шпанија - полуфинале[7]
- IFBB Меморијални куп "Новица Пауљичић", Бор, Србија -  Шампион[8]
- IFBB Трофеј Чачка 2017,Чачак, Србија -  Шампион[9]
- IFBB Фит пасс-Београд опен 2017, Београд, Србија -  Шампион[10]
- IFBB Национално првенство у бодибилдингу и фитнесу 2017, Београд, Србија -  Шампион[11]

2018:
- IFBB Међународни куп Србије у бодибилдингу, фитнесу и бикини фитнесу, Нови Пазар, Србија -  Шампион (28. април)[12]
- IFBB Diamond Cup Serbia 2018, Чачак, Србија -  Шампион (11-14. Мај)[13]
- IFBB 27. Балкански шампионат, Дробета-Турну Северин, Румунија -  Шампион (19-20. Мај)[14]

2019:
- IFBB II Отворено првенство Балкана, Књажевац, Србија -  Шампион (28-29. Јун)

2021:
- NPC Ruby Championships, Бока Ратон, Флорида, Сједињене Америчке Државе -  Шампион + Апсолутна (30. октобар)[15]
- NPC Klash Series All South, Орландо, Флорида, Сједињене Америчке Државе -  Шампион + Апсолутна (6. новембар)[16][17]
- NPC Monsta Classic, Лејк Сити, Флорида, Сједињене Америчке Државе -  Шампион + Апсолутна (13. новембар)[18]
- NPC Atlantic Coast Championships, Форт Лодердејл, Флорида, Сједињене Америчке Државе -  Шампион + Апсолутна (20. новембар)[19]
- NPC Mel Chancey Holiday Classic, Тампа, Флорида, Сједињене Америчке Државе -  Шампион (4. децембар)

## Биланс медаља
| Врста такмичења    |    |   |   | Укупно |
| Светска првенства  | 2  | 2 | 0 | 4      |
| Мистер Универзум   | 0  | 1 | 0 | 1      |
| Европска првенства | 1  | 0 | 0 | 1      |
| Остала такмичења   | 19 | 1 | 1 | 21     |
| Укупно             | 22 | 4 | 1 | 27     |

## Остали спортови
Лозанић се бави спортом од својих најмлађих дана. Пре фитнеса опробао се и у више других спортова и дисциплина. Као и сва деца у Србији и он је растао уз кошарку, одбојку, рукомет и неизоставно фудбал, али је такође пробао да се такмичи и у неким другим, мање или више популарним спортовима.
Карате (јуниор):
- Првенство Средњег Баната, 2004 –  Злато
- Првенство Војводине, 2004 –  Сребро

Кросфит:
- Такмичење "Нинџа ратници", Ада Циганлија, Београд, 2013 –  Злато
- Првенство Србије, Београд, 2013 –  Бронза

Бодибилдинг:
- Првенство Војводине, Елемир, 2014 –  Злато
- Првенство Србије, Панчево, 2014 –  Бронза

Више пута је учествовао и на познатом Београдском маратону.

## Корисни линкови
- Мишел, Лозанић. „Званични сајт”. Архивирано из оригинала 02. 02. 2017. г. Приступљено 30. 01. 2017.